# Ca n'Estaper (Castellbisbal)
Ca n'Estaper és una masia de Castellbisbal (Vallès Occidental) protegida com a Bé Cultural d'Interès Local.

## Descripció
Es tracta d'una gran masia de planta rectangular en ruïnes coberta a dues aigües formada per planta baixa i primer pis. La façana principal està oriendada a ponen. La porta principal d'accés està situada al centre presidida per una llinda monolítica i dos brancals també monolítics. A banda i banda s'obren dues finestres rectangulars similars a la porta i al primer pis tres obertures semblants.